# ДП1
ДП1  (дизель-поезд одновагонный, заводское обозначение 620McB) — модернизированная версия автомотрисы Pesa 620M для Белорусской железной дороги, где данная автомотриса классифицируется как одновагонный дизель-поезд.

## История
По инициативе Белорусской железной дороги в 2011 году на основе автомотрисы 620М был разработан и выпущен первый одновагонный дизель-поезд (автомотриса) ДП1 — результат совместного проект ОАО «Белкоммунмаш» и польской холдинговой компании «PESA Bydgoszcz SA» при участии ОАО «Минский вагоноремонтный завод». Фирма PESA поставляет в Белоруссию машинокомплекты, из которых изготавливаются вагоны ДП1.
1 мая в режиме подконтрольной эксплуатации открыто движение поездов региональных линий экономкласса. 25 августа 2012 года открыто движение поездов неэлектрифицированной региональной линии бизнес-класса.
Всего было выпущено 7 автомотрис данной конструкции: 6 для Белорусской железной дороги (номера в рамках серии 620М 023, 024, 026—029; на дороге получили обозначение серии ДП1 и номера 001—006) и одна для Украинской (модель 620МcU, обозначен 620М-025).

## Конструкция
Автомотриса спроектирована в виде одновагонного дизель-поезда с двумя кабинами управления и собственной силовой двигательной установкой, позволяющей обходиться без локомотива. По-сравнению с выпущенными ранее автомотрисами 620М, данная модификация имеет ряд конструктивных отличий, включая изменённую форму кабины машиниста и размеры боковых окон.
Длина вагона — 27,5 м, количество мест для сидения — 91. Эксплуатационная скорость движения — 120 км/ч. Дальность хода на одной заправке топлива — 1000 км. Расчётный срок службы поезда — до 40 лет.
Заявлено, что расход топлива на одного пассажира в три раза меньше, чем у рижского дизель-поезда ДР1А и не превышает 70 литров топлива на 100 км пути.

## Эксплуатация
Автомотрисы ДП1 эксплуатируются Белорусской железной дорогой на региональных линиях экономкласса (маршруты: Калинковичи — Василевичи, Василевичи — Хойники, Калинковичи — Словечно), а также на неэлектрифицированной региональной линиях бизнес-класса (маршруты: Орша — Погодино — Кричев,  Орша — Могилёв).

### Маршрут нарегиональных линияхэкономкласса
1. Калинковичи—Василевичи со всеми остановками между станциями.
2. Калинковичи—Словечно со всеми остановками между станциями.
3. Василевичи—Хойники со всеми остановками между станциями.

### Маршрут на неэлектрифицированной региональной линии бизнес-класса
1. Орша—Погодино без остановок между станциями
2. Орша—Погодино—Кричев с остановкой только по Погодино
3. Могилёв—Коммунары с остановками в Чаусах, Кричеве, Климовичах

### Межрегиональные линии экономкласса
1. Могилёв — Гомель со остановками по станциям: Быхов, Жлобин, Рогачёв.
2. Могилёв — Солигорск со остановками по станциям: Калий-3, Слуцк, Некраши, Уречье, Верхутино, Старые Дороги, Дараганово, Осиповичи-1, Елизово, Несета, Воничи, Друть